# Fyrfottjärnen
Fyrfottjärnen är en sjö i Torsby kommun i Värmland och ingår i Göta älvs huvudavrinningsområde. Sjön är 1,4 meter djup, har en yta på 0,022 kvadratkilometer och är belägen 191 meter över havet.